# کتاب استر (فیلم)
کتاب استر (انگلیسی: The Book of Esther) یک فیلم به کارگردانی دیوید ای آر وایت است که در سال ۲۰۱۳ منتشر شد.